# Marcus Scholten
Marcus Scholten (Den Haag, 23 maart 2002) is een Nederlandse voetballer, die uitkomt voor FC Lisse.

## Carrière
Scholten is geboren in Den Haag. Hij begon te voetballen in de jeugd bij Wilhelmus, speelde vervolgens bij Quick waarna hij de overstap maakte naar de jeugdafdeling van Sparta Rotterdam.
Op 21 april 2022 tekende hij zijn eerste profcontract bij Helmond Sport tot de zomer van 2024 met een optie tot nog een jaar.
Op 26 augustus 2022 in de uitwedstrijd tegen Telstar maakte Scholten zijn debuut voor Helmond Sport. Hij kwam in de 89e minuut als invaller voor Arno Van Keilegom en hij verloor de wedstrijd met 1-0.

### Quick Boys
Op 1 augustus 2023 tekende hij een contract bij Quick Boys. Op 18 mei 2024 in de thuiswedstrijd tegen GVVV maakte Scholten zijn debuut voor Quick Boys na lange blessureleed. Hij kwam in de 89e minuut als invaller voor Sem van Duijn en hij won de wedstrijd met 4-1.
Op 24 december 2024 vertrok Scholten naar FC Rijnvogels, met ingang van het seizoen 2025-2026 komt hij uit voor FC Lisse.

## Statistieken

### Beloften
| Seizoen                         | Club                  | Land           | Competitie     | Competitie | Competitie | Beker | Beker | Totaal | Totaal |
| Seizoen                         | Club                  | Land           | Competitie     | Wed.       | Dlp.       | Wed.  | Dlp.  | Wed.   | Dlp.   |
| ------------------------------- | --------------------- | -------------- | -------------- | ---------- | ---------- | ----- | ----- | ------ | ------ |
| 2021/22                         | Jong Sparta Rotterdam | Nederland      | Tweede Divisie | 34         | 7          | 0     | 0     | 34     | 7      |
| Carrièretotaal                  | Carrièretotaal        | Carrièretotaal | Carrièretotaal | 34         | 7          | 0     | 0     | 34     | 7      |
| Bijgewerkt t/m 23 december 2024 |                       |                |                |            |            |       |       |        |        |

### Senioren
| Seizoen                         | Club           | Land           | Competitie     | Competitie | Competitie | Beker | Beker | Totaal | Totaal |
| Seizoen                         | Club           | Land           | Competitie     | Wed.       | Dlp.       | Wed.  | Dlp.  | Wed.   | Dlp.   |
| ------------------------------- | -------------- | -------------- | -------------- | ---------- | ---------- | ----- | ----- | ------ | ------ |
| 2022/23                         | Helmond Sport  | Nederland      | Eerste Divisie | 17         | 1          | 1     | 0     | 18     | 1      |
| 2023/24                         | Quick Boys     | Nederland      | Tweede Divisie | 2          | 0          | 0     | 0     | 2      | 0      |
| 2024/25                         | Quick Boys     | Nederland      | Tweede Divisie | 6          | 0          | 0     | 0     | 6      | 0      |
| Carrièretotaal                  | Carrièretotaal | Carrièretotaal | Carrièretotaal | 25         | 1          | 1     | 0     | 26     | 1      |
| Bijgewerkt t/m 23 december 2024 |                |                |                |            |            |       |       |        |        |